# Педерсен, Йонас
Йонас Педерсен (дат. Jonas Pedersen, род. 6 июня 1992) — датский профессиональный велогонщик. Двукратный чемпион Дании по маунтинбайку (2012) и велокроссу (2014).

## Карьера
Йонас Педерсен специализировался на велокроссе. В юности работал механиком в веломагазине Nærum Cykler. Он быстро стал одним из лучших гонщиков в своей дисциплине в Дании, завоевав титул чемпиона Дании по велокроссу в возрасте всего 21 года.

### Достижения

#### Велокросс
2009—2010
 Чемпионат Дании среди юниоров
2011—2012
2-й на Чемпионате Дании
2012—2013
2-й на Чемпионате Дании
2013—2014
 Чемпионат Дании

#### Маунтинбайк
2009
 Чемпионат Дании среди юниоров
2010
 Чемпионат Дании среди юниоров
2012
 Чемпионат Дании

### Рейтинги
| Год               | 2011  |
| ----------------- | ----- |
| Азиатский тур UCI | 207-й |
|                   |       |
| Источник: UCI     |       |